# Llista d'illes de l'arxipèlag de les Chagos
A continuació segueix un llistat de les illes que formen l'arxipèlag de les Txagos. L'arxipèlag de les Txagos és un grup de set atols que comprenen més de 60 illes tropicals independents, situades a l'oceà Índic; situades a uns 500 km al sud de l'arxipèlag de les Maldives, les Txagos formen part del Territori Britànic de l'Oceà Índic.

## Speakers Bank
- Great Speakers Reef

## Peros Banhos

### Zona meridional (entre el canal meridional i el pas de l'Île Poule)
- Île Fouquet
- Mapou de l'Île du Coin
- Île du Coin
- Île Anglaise
- Île Monpâtre
- Île Gabrielle
- Île Poule

### Zona septentrional (entre el pas de l'Île Poule i el canal de Moresby)
- Petite Soeur
- Grande Soeur
- Île Finon
- Île Verte
- Île Libbon
- Île Manon
- Île Pierre
- Île Diable
- Petite Île Mapou
- Grande Île Mapou
- Île Diamant

### Zona oriental (a l'est del canal meridional i el canal de Moresby)
- Île de la Passe
- Moresby Island
- Île Saint-Brandon
- Île Parasol
- Île Longue
- Grande Île Bois Mangue
- Petite Île Bois Mangue
- Île Manoël
- Île Animaux
- Île Yeye
- Petite Île Coquillage
- Grande Île Coquillage
- Coin du Mire
- Île Vache Marine

El pas de l'Île Poule també es coneix com a Passe Elisabeth en mapes més antics.

## Illes Salomó
- Île de la Passe
- Île Mapou
- Île Takamaka
- Île Fouquet
- Île Sepulture
- Île Jacobin
- Île du Sel
- Île Poule
- Île Boddam
- Île Diable
- Île Anglaise

## Gran banc de Txagos
- Danger Island
- Eagle Islands
  - Île Aigle (Eagle Island)
  - Sea Cow Island (Île Vache Marines)
- Three Brothers (Trois Fréres)
  - South Brother Island (Île du Sud)
  - Middle Brother Island (Île du Milieu)
  - North Brother Island (Île du Nord)
  - Resurgent
- Nelsons Island: 2 km de llargada d'est a oest.

## Diego Garcia
- Diego Garcia
- East Island
- Middle Island
- West Island
- Anniversary Island (Banc de sorra)

## Egmont Islands
- Île Sud-Est
- Île Takamaka
- Île Carre Pate
- Île Lubine
- Île Cipaye
- Île aux Rats